# Gisela
Gisela, właśc. Gisela Lladó Cánovas (ur. 1 stycznia 1979 w Barcelonie) – hiszpańska piosenkarka.

## Życiorys
Studiowała dziennikarstwo na Autonomicznym Uniwersytecie Barcelońskim. W 2001 uczestniczyła w pierwszej edycji programu Operacion Triunfo. W 2002 wydała swój debiutancki album studyjny pt. Parte de mí, za którego sprzedaż w ponad 200 tys. egzemplarzach w Hiszpanii otrzymała certyfikat potrójnej platynowej płyty. W tym samym roku wystąpiła w chórkach Rosy López podczas jej występu w finale 47. Konkursu Piosenki Eurowizji w Tallinnie oraz wzięła udział w nagraniu piosenek ze ścieżki dźwiękowej hiszpańskiej wersji językowej filmu animowanego Piotruś Pan: Wielki powrót.
W latach 2002–2003 występowała w musicalowej wersji Piotrusia Pana oraz uczestniczyła w nagraniach dubbingu do filmu animowanego
Piękna i Bestia. W lutym 2003 reprezentowała Hiszpanię na Międzynarodowym Festiwalu Piosenki Viña del Mar, podczas którego zdobyła dwie statuetki: dla najlepszej piosenkarki i za najlepszy utwór („Este amor es tuyo”). Po występie na festiwalu wydała reedycję swojej debiutanckiej płyty, którą uzupełniła o trzy premierowe utwory (m.in. „Este amor es tuyo”). Latem 2003 wyruszyła w trasę koncertową pt. Operación Triunfo Generation Tour razem z uczestnikami pierwszej i drugiej edycji programu Operación Triunfo. W sierpniu wydała album pt. Más allá, za którego sprzedaż odebrała certyfikat podwójnej platynowej płyty w Hiszpanii.
W latach 2004–2006 grała w musicalu El diluvio que viene. W 2004 nagrała partie wokalne i ścieżkę dźwiękową do hiszpańskiej wersji językowej filmu animowanego Barbie jako księżniczka i żebraczka. W czerwcu 2006 wydała album pt. Ni te lo imaginas. W 2007 nagrała partie wokalne dla roli Giselle w hiszpańskiej wersji filmu Zaczarowana, wydała reedycję swojej trzeciej płyty oraz zaśpiewała utwór „Cant del Barça” podczas jednego z meczów krajowej Primera División na stadionie Camp Nou. W latach 2007–2008 występowała w musicalu Boscos endins.

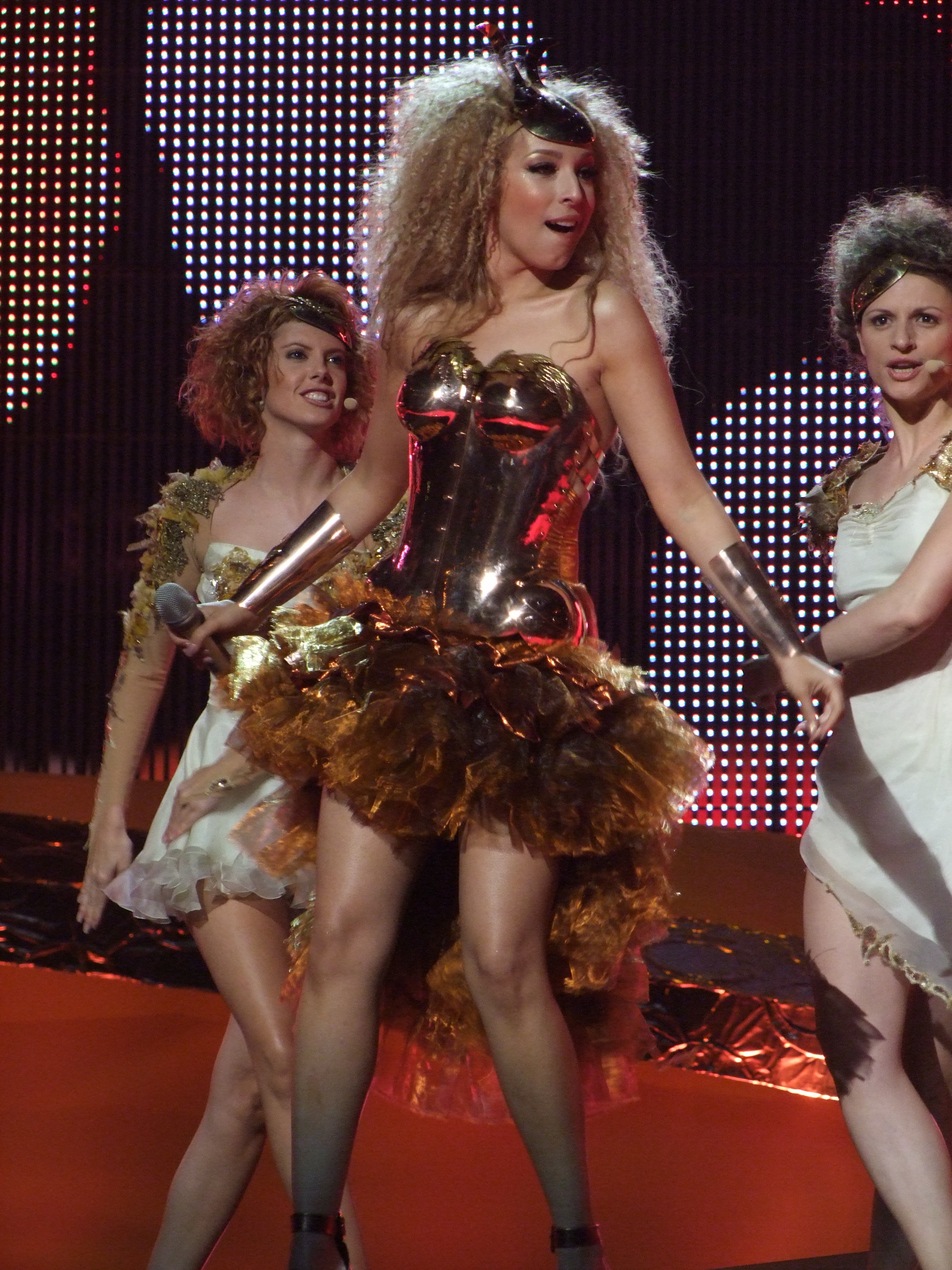
Gisela podczas 53. Konkursu Piosenki Eurowizji (2008)

W maju 2008, reprezentując Andorę z utworem „Casanova”, zajęła 17. miejsce w półfinale 53. Konkursu Piosenki Eurowizji w Belgradzie. W latach 2009–2010 grała w musicalu Grease. W grudniu 2010 wydała świąteczny album pt. Vivir la Navidad. W 2011 wydała czwarty album studyjny pt. Pensando en ti.

## Filmografia
Zaśpiewała w hiszpańskich wersjach językowych następujących filmów animowanych:
- Piotruś Pan: Wielki powrót (2002)
- Piękna i Bestia (2003)
- Barbie jako księżniczka i żebraczka (2004)
- Stefan Malutki (2006) oraz sequel (2008)
- Zaczarowana (2007) jako Giselle (po hiszpańsku i katalońsku)[11]
- Goryl Śnieżek w Barcelonie (2011)
- Kraina lodu (2013) jako Elsa (po hiszpańsku i katalońsku)[12]
- Kraina lodu II (2019) jako Elsa (po hiszpańsku i katalońsku)[12]

## Dyskografia
Albumy studyjne
- Parte de mí (2002; reedycja w 2003)
- Más allá (2003)
- Ni te lo imaginas (2006; reedycja w 2007)
- Pensando en ti (2011)

Albumy świąteczne
- Vivir la Navidad (2011)